# Karol Medvecký
Karol Medvecký, též Karol Anton Medvecký (10. června 1875 Dolná Lehota – 12. prosince 1937 Bojnice), byl slovenský a československý římskokatolický kněz, etnograf, publicista a politik; předák Slovenské ľudové strany, poslanec Revolučního národního shromáždění a později politik za Československou stranu lidovou na Slovensku.

## Biografie
V roce 1899 dokončil studia teologie na bohosloveckém semináři v Banské Bystrici. Věnoval se etnografické a vlastivědné práci. Byl předním aktivistou Muzeální slovenské společnosti. Angažoval se v Slovenské ľudové straně, byl jejím spoluzakladatelem a signatářem žilinské porady, kde byla strana formálně ustavena. Byl tajemníkem strany. V roce 1918 patřil mezi signatáře Martinské deklarace, kterou se slovenská politická reprezentace přihlásila ke společnému státu s Čechy. Stal se tajemníkem Slovenské národní rady.
Zasedal v Revolučním národním shromáždění za slovenský klub (slovenští poslanci Revolučního národního shromáždění ještě nebyli organizováni podle stranických klubů). Mandátu poslance se ujal v lednu 1919. Byl povoláním tajemníkem Slovenské národní rady.
V roce 1918 se stal vládním referentem pro církevní záležitosti na ministerstvu s plnou mocí pro správu Slovenska. Podílel se na reformě církevní správy v novém státě a měl značný vliv na personálním obsazení biskupských postů na území Slovenska (dosavadní biskupové byli prouhersky, respektive promaďarsky, orientovaní).
Počátkem roku 1920 se v československém parlamentu podílel na přípravě finálního znění československé ústavy. Byl členem šestičlenného užšího komitétu (jako jediný Slovák). Při projednávání jazykových otázek v ústavě žádal změnit formulaci československý jazyk na český a slovenský jazyk. V tomto měl podporu i dalších členů slovenského poslaneckého klubu, ale ministr Antonín Švehla a další koaliční politici to odmítali a nakonec se tak v ústavě objevilo spojení československý jazyk.
Poté, co se rozpadla aliance Slovenské ľudové strany (brzy nato přejmenovaná na Hlinkovu slovenskou ľudovou stranu) a převážně české Československé strany lidové, přešel k Československé straně lidové a roku 1925 byl místopředsedou její organizace na Slovensku.